# Mariano Scartezzini
Mariano Scartezzini (né le 7 novembre 1954 à Trente) est un athlète italien, spécialiste des courses de demi-fond. 

## Biographie
En 1979, Mariano Scartezzini remporte le 3 000 m steeple de la coupe d'Europe des nations et des Jeux méditerranéens. 
Il établit la meilleure performance de l'année 1981 sur 3 000 m steeple en 8 min 13 s 32.
Il remporte cinq titres de champion d'Italie : 3 sur 3 000 m steeple en 1979, 1981 et 1983, un sur 5 000 m en 1979, et un en salle sur 3 000 m en 1983.

### Palmarès
| Date | Compétition                    | Lieu     | Résultat | Épreuve         | Performance   |
| ---- | ------------------------------ | -------- | -------- | --------------- | ------------- |
| 1979 | Championnats d'Europe en salle | Vienne   | 8e       | 3 000 m         | 7 min 53 s 3  |
| 1979 | Coupe d'Europe                 | Turin    | 1er      | 3 000 m steeple | 8 min 22 s 74 |
| 1979 | Universiade                    | Mexico   | 2e       | 3 000 m steeple | 8 min 58 s 1  |
| 1979 | Jeux méditerranéens            | Split    | 1er      | 3 000 m steeple | 8 min 24 s 9  |
| 1979 | Coupe du monde des nations     | Montréal | 3e       | 3 000 m steeple | 8 min 29 s 44 |
| 1981 | Coupe d'Europe                 | Zagreb   | 1er      | 3 000 m steeple | 8 min 13 s 32 |
| 1981 | Universiade                    | Bucarest | 3e       | 3 000 m steeple | 8 min 2 803 s |
| 1981 | Coupe du monde des nations     | Rome     | 2e       | 3 000 m steeple | 8 min 19 s 93 |
| 1982 | Championnats d'Europe          | Athènes  | 7e       | 3 000 m steeple | 8 min 24 s 68 |
| 1983 | Championnats du monde          | Helsinki | 9e       | 3 000 m steeple | 8 min 21 s 17 |

### Records
| Épreuve         | Performance  | Lieu | Date        |
| --------------- | ------------ | ---- | ----------- |
| 3 000 m steeple | 8 min 12 s 5 | Rome | 5 août 1980 |